# Anras
Anras ist eine Gemeinde mit 1210 Einwohnern (Stand 1. Jänner 2024) im Gerichtsbezirk und Bezirk Lienz in Tirol (Österreich).

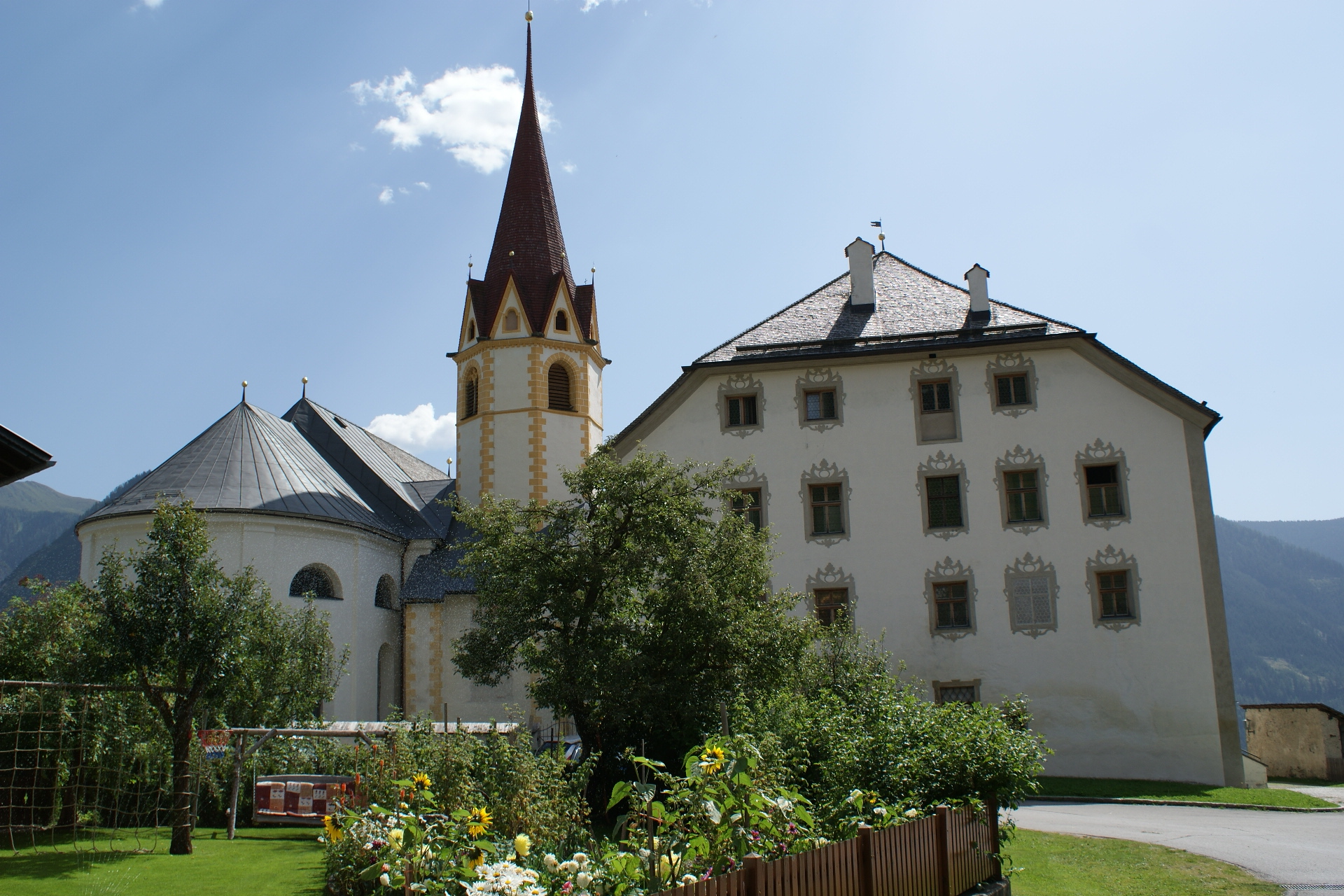
Schloss Anras

## Geografie

### Lage
Die Gemeinde Anras liegt im Osttiroler Teil des Pustertals, das von der Drau durchflossen wird. Es befindet sich gut 15 Kilometer westlich von Lienz.
Das Gemeindegebiet erstreckt sich über beide Talseiten, die Besiedelung erstreckt sich jedoch hauptsächlich nördlich der Drau. Der Hauptort mit einigen Weilern liegt an der Pustertaler Höhenstraße, daneben gibt es noch Siedlungen am Talboden.
Das im mittleren Pustertal gelegene Gemeindegebiet von Anras reicht von den Bergen des Defereggengebirges (Villgratner Berge) bis zu den Ausläufern der Lienzer Dolomiten und vom Erlbach (Grenze gegen Abfaltersbach) bis zum Kristeinbach (Grenze gegen Assling).

### Gewässer
Erlbach, Margarethenbach und Kristeinbach entwässern mit ihren Nebenarmen die Sonnseite, während von den südlichen Bergen der Badbach, der Jochbach und der Griesbach ihre Wasser zur Drau führen. Noch im nördlichen Almenbereich angesiedelt sind der Ascher See, der Anraser See und der Sichelsee.

### Berge
Von den Bergen im Norden, Villgratner Berge oder Defreggengebirge genannt, ist der Gumriaul (2918 m ü. A.) von Anras aus einzusehen, bekannt sind auch der etwas höhere Gölbner (2943 m ü. A.) und die Arnhörner. Hausberge sind aber wohl der Spitzenstein (2265 m ü. A.), der Breitenstein (2304 m ü. A.), der dazwischenliegende Golzentipp (2317 m ü. A.) und der Dorfberg (2115 m ü. A.) in der Westgruppe der Lienzer Dolomiten im Süden.

### Klima
Anras hat eine sonnige Mittelgebirgslage, das örtliche Klima ist eher niederschlagsarm.

### Gemeindegliederung
Die Gemeinde Anras umfasst 20 Ortschaften (Einwohner Stand 1. Jänner 2024):
- Anras (345)
- Asch (148)
- Erlbrücke (48)
- Gebreite (21)
- Goll (47)
- Mittewald (155)
- Winkl (49)
- Kobreil (10)
- Köden (10)
- Kollreid (0)
- Kolls (14)
- Lehen (3)
- Mairwiesen (22)
- Margarethenbrücke (38)
- Oberried (81)
- Planitzen (10)
- Rain (51)
- Raut (25)
- Unterried (112)
- Wiesen (21)

Drei Katastralgemeinden bilden das Gemeindegebiet (Fläche Stand 31. Dezember 2023):
- Anras (1.490,01 ha)
- Asch mit Winkl (2.071,19 ha)
- Ried in Anras (2.646,59 ha)

Die beiden Zählsprengel sind Anras-Terrassensiedlungen und Anras-Talbereich.
Die Siedlungen liegen vorwiegend auf der sonnenseitigen Hochterrasse und im Talboden (zi Lande), nur ein Hof (Lechen) befindet sich auf der Schattseite über der Drau. Die Siedlungen sind weit verstreut:
- im Tal: Erlbrücke, Köden, Fontnell, Margarethenbrücke, Mittewald (Teile auch in Assling)
- in halber Höhe: Gebreite, Rain, Planitzen
- auf den Eiszeitterrassen: Winkl, Asch, Goll mit Zare und Kollreid, Anras mit Kolls, Mairwiesen, Wiesen, Ober- und Unterried

Die Haufendörfer Asch und Anras besaßen ursprünglich romanischen Charakter, das Dorf Asch wurde nach dem Großbrand 1894 fast zur Gänze neu errichtet. An Hofformen gibt es den Paarhof, aber auch den Einhof, wo Feuerhaus und Wirtschaftsgebäude unter einem Dache sind. Höfe in Extremlage befinden sich in Kobreil (1510 m) und Raut.
Seit dem Zweiten Weltkrieg hat auch in Anras eine reiche Bautätigkeit eingesetzt. An die Zeit, als Anras noch die Kornkammer des Pustertales war, erinnern einige Kornkästen, die Getreideharpfen sind bereits zur Gänze verschwunden, die Bachmühlen wurden abgetragen, Brechelgruben finden sich auch kaum mehr.

### Nachbargemeinden
| Außervillgraten | Hopfgarten in Defereggen ∗                  |              |
| Abfaltersbach   | Kompassrose, die auf Nachbargemeinden zeigt | Assling      |
| Kartitsch       |                                             | Obertilliach |

∗ Ein kleines Stück am Gipfel Beim Kreuz (2783 m ü. A.)

### Dorf Anras
Hauptort der Gemeinde ist das Dorf Anras. Es liegt inmitten des Gemeindegebiets auf der nördlichen Talterrasse am Fuß des Finsterkofel (2642 m ü. A.), einem östlichen Vorberg des Gölbner, auf um die 1260 m ü. A. Höhe. Westlich unterhalb befindet sich der Graben des Margarethenbachs.

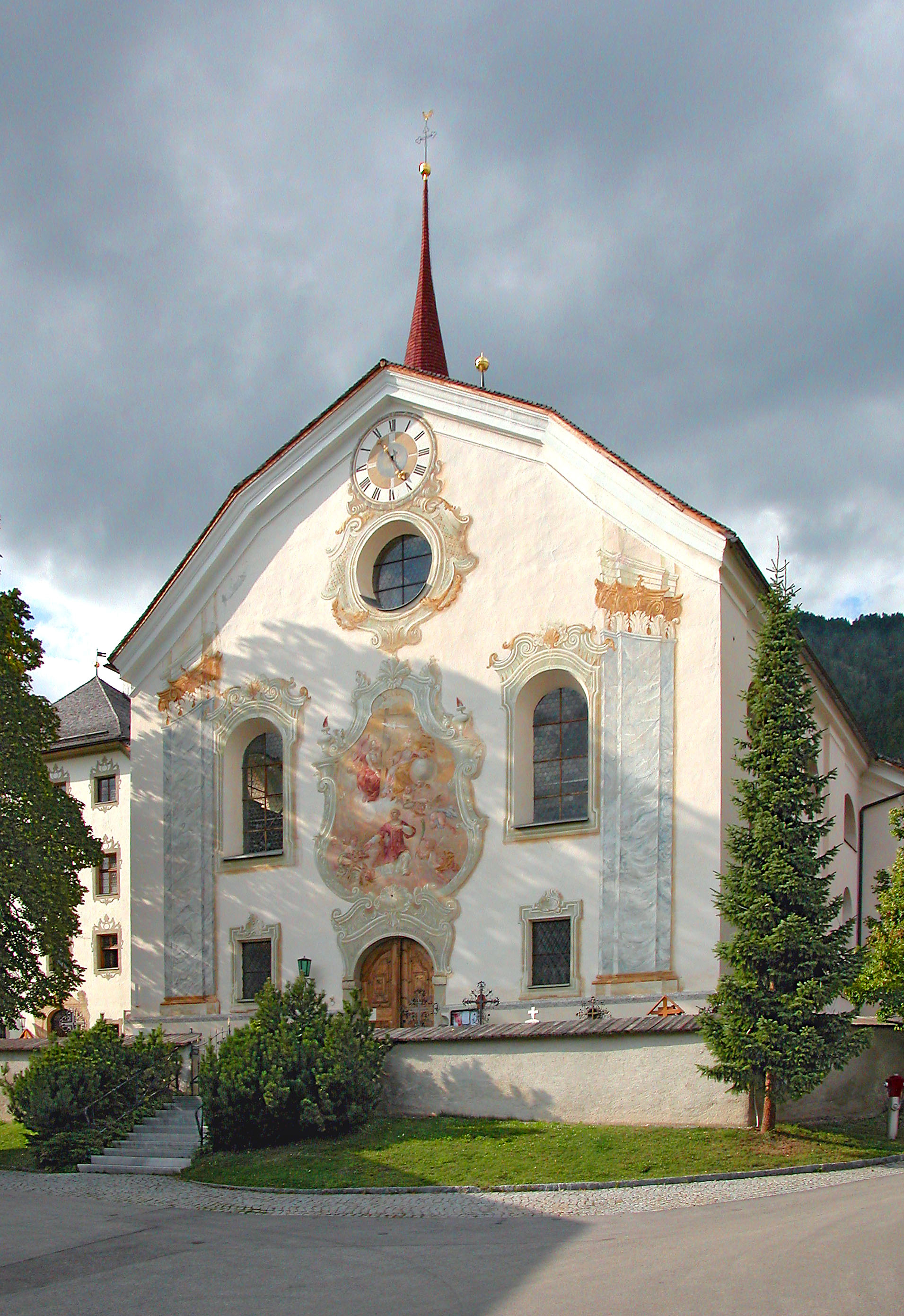
St. Stephanus

Der Ort gliedert sich in die Ortsteile Dorf an der Pustertaler Höhenstraße unterhalb der Pfarrkirche und um das alte Pfleggericht, die Titschsiedlung oberhalb, und die Siedlung Sonnenboden unterhalb.
Er bildet eine Ortschaft der Gemeinde und umfasst gesamt knapp 90 Gebäude mit etwa 330 Einwohnern.
Die Katastralgemeinde Anras erstreckt sich mit 1.488,45 ha in einem schmalen Streifen quer zum Tal vom Gumriaul (2918 m ü. A.), einem südlichen Vorgipfel des Gölbner, bis an den Spitzenstein (2265 m ü. A.) der Lienzer Dolomiten. Westgrenze bilden Margarethenbach und Jochbach, Ostgrenze in etwa der Graben bei Mairwiesen und derjenige des Griesbachs. Zum Katastralgebiet gehören auch die Weiler Mairwiesen (Marwiesen) östlich, Kolls (mit Vidraul) und Kobreil oberhalb, Rain und Planitzen unterhalb, sowie halb Margarethenbrücke (der andere Teil gehört zur KG Asch mit Winkl).
| Kolls (O)                         | Vidraul                                     | Kobreil (O)                           |
| Zare Goll (O) Asch mit Winkl (KG) | Kompassrose, die auf Nachbargemeinden zeigt | Mairwiesen (O) Ried (KG)Planitzen (O) |
|                                   | Rain (O)                                    |                                       |

## Geschichte
In der Antike gehörte das Gebiet zum keltischen Königreich Noricum.
Im 6. Jh. wanderten slawische Stämme vom Osten ein, anschließend kamen die Bajuwaren aus dem Westen, die die Gegend christianisierten.
Der Name ist 769 ersturkundlich genannt. Es heißt in dieser lateinischen Urkunde: [...] ad terminos Sclauorum, id est ad rivolum montis Anarasi (‚[...] bis zu den Grenzen der Slawen, das ist beim Bach des Anrasberges‘ (wohl der heutige Kristeinbach)). Es liegt hier die flektierte Form des latinisierten Namens vor. Der Name war damals Anaras. Der Name mutet antik an, eventuell keltisch.

## Kultur und Sehenswürdigkeiten

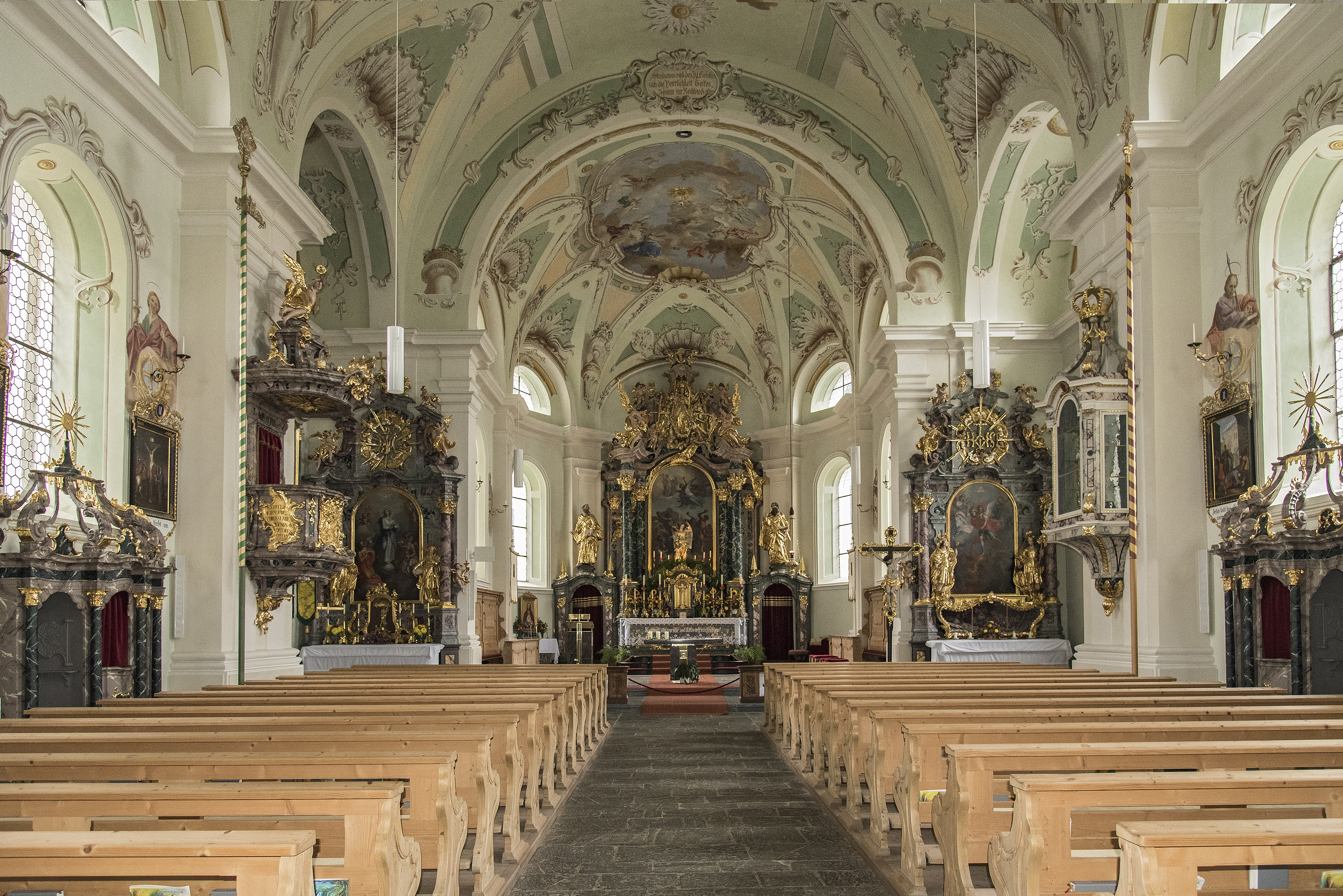
Innenraum der Pfarrkirche Anras mit Fresken von Martin Knoller (1754)

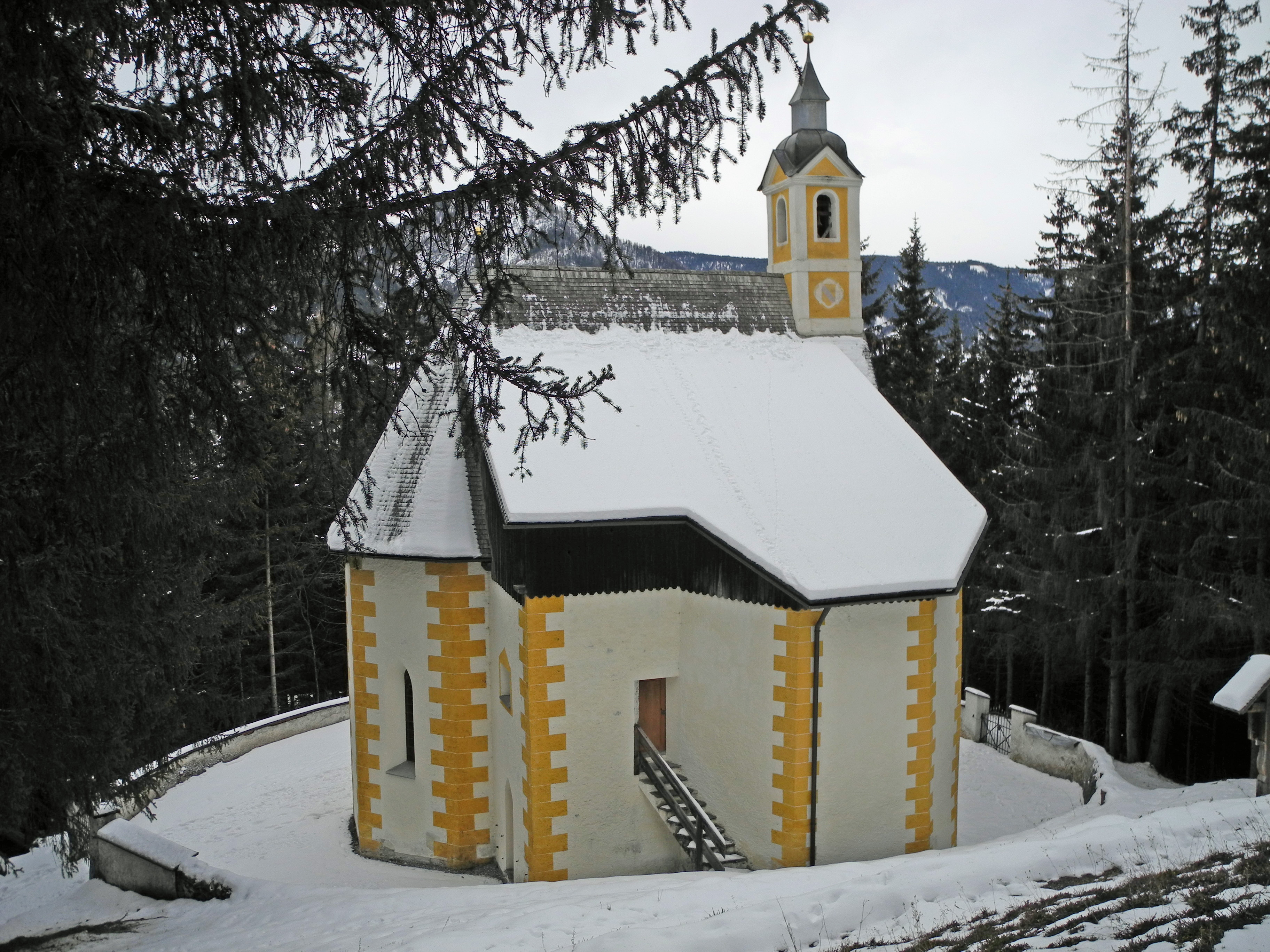
Filialkirche Anras

- Im Ortskern befindet sich das Pfleggerichtshaus Schloss Anras.
- Die katholische Pfarrkirche Anras hl. Stephanus ist baulich mit dem Pfleghaus verbunden.
- Katholische Filialkirche Anras hl. Antonius von Padua steht etwas erhöht im Westen, ebendort ein Kreuzweg mit einer Heilig-Grab-Kapelle am Ende.

## Wirtschaft und Infrastruktur
Der Ortsteil Mittewald an der Drau hat eine Haltestelle der Drautalbahn.
Das Dorf Anras und Mairwiesen sind an der Pustertaler Höhenstraße (L 324) gelegen, die parallel zur Bundesstraße, der Drautalstraße B 100, einige hundert Meter über dem Tal von Leisach nach Abfaltersbach verläuft.

## Politik

### Gemeinderat
In den Gemeinderatswahl werden 13 Mandatare gewählt:
| Partei                               | 2022    | 2022    | 2016    | 2016    | 2010    | 2010    |
| Partei                               | Prozent | Mandate | Prozent | Mandate | Prozent | Mandate |
| ------------------------------------ | ------- | ------- | ------- | ------- | ------- | ------- |
| Gemeinsam für Anras (GFA)            | 68,60   | 9       |         |         |         |         |
| Anras Aktiv (AKTIV)                  | 31,40   | 4       | 26,78   | 3       |         |         |
| Team Josef Kollreider, Wir für Anras |         |         | 42,14   | 6       |         |         |
| Anraser Heimatliste                  |         |         | 17,08   | 2       | 34,99   |         |
| Bauernliste – Neue Zukunft Anras 1)  |         |         | 14,00   | 2       | 34,35   |         |
| Wir für Anras                        |         |         |         |         | 30,69   |         |

### Bürgermeister
- bis 2010 Anton Oberhofer[7]
- 2010–2016 Andreas Goller[6]
- seit 2016 Johann Waldauf[5][4]

### Wappen
Das Wappen zeigt:
„Auf Gold einen grünen Berg, davor ein weißes Lamm.“
Das Wappen wurde 1972 der Gemeinde verliehen. Die Darstellung entspricht dem Siegel des von 1300 bis 1803 bestehenden brixnerischen Gerichtes Anras.

## Persönlichkeiten
- Toni Kollreider (1904–1980), aus Asch besuchte die Kunstgewerbeschule in Innsbruck und verbrachte ein äußerst bescheidenes Künstlerleben als Holzbildhauer in Anras. Vor allem seine leicht abstrahierten Krippen sind weithin verbreitet. Er stammt vom Kollreiderhof in Asch, der auf lateinisch *coruletum ‚Haselbäume‘ zurückgeht.
- Franz Kollreider (Bruder des Toni Kollreider) war jahrzehntelang Kustos von Schloss Bruck in Lienz.
- P. Franz Seraph Hattler (1829–1907), Jesuit, war in der Verbreitung der Herz-Jesu-Verehrung sehr aktiv und verfasste einschlägige Schriften.
- Florian Waldauf (Baldauf), Ritter von Waldenstein, geboren auf dem Balferhof zu Asch